# Дом-музей Н. П. Ракицкого
Дом-музей Н. П. Ракицкого — частное учреждение культуры природно-исторического профиля в городе Таруса. Расположен в д. 38 на улице Шмидта.
Проводятся экскурсии, образовательные и творческие мероприятия для детей и взрослых.

## История
Музей открыт 1 мая 2022 года.
Учёный-агроном Н. П. Ракицкий (1888—1975) приехал в Тарусу в 1926 году. На участке бывшего пастбища, выделенного ему городскими властями, он построил дом и разбил сад. Стремясь окружить свою жену максимальным комфортом Николай Петрович выстроил дом нетипично деревенским (и Цветаевы, и Паустовский жили в обычных пятистенках), он был возведён из отёсанных брёвен, имел большие окна, на кухню подведена горячая вода (из встроенной в печь специальной емкости), обустроен тёплый туалет с хитроумно устроенными канализацией и вентиляцией для минимизации всех неблаговидностей (в Тарусе до сих пор есть ещё даже многоквартирные дома с клозетом на дворе).
Своей главной задачей учёный ставил удачную акклиматизацию в средней полосе растений из других климатических зон. Им в Тарусу были завезены маньчжурский орех, кедр сибирский, сосна румелийская, ель Энгельмана, амурская сирень, татарский клён и многие другие. Он привозил их из своих командировок в различные концы страны.
Большим помощником Ракицкому была его супруга, писательница Софья Захаровна Федорченко.
К увлечениям учёного относилось коллекционирование произведений искусства, их он в значительной степени передал при жизни Тарусской картинной галерее, выступив одним из её основателей в 1963 году.
После ухода Н. П. Ракицкого из жизни дом и сад запустели.
В 2020 году дом Н. П. Ракицкого с участком приобрела российский дизайнер Евгения Жданова, она решила восстановить дом и сад и создать здесь общественное культурно-эстетическое пространство для проведения выставок, концертов, литературных вечеров, театральных постановок, экскурсий и мастер-классов для детей и взрослых. Проект восстановления сада с благоустройством территории и восстановлением утраченной коллекции растений разработан российским ландшафтным бюро «МОХ». Также с 2020 года ведётся реставрация дома.
Гостями музея уже побывали известный итальянский мозаичист Марко Бравура с супругой Даниэлой, дирижер Тарусского камерного оркестра Иван Великанов, певец Альберт Жалилов, советский и российский композитор, автор «Тарусской симфонии» Александр Журбин, руководитель Имперского русского балета Гедиминас Таранда.

## Экспозиция
В саду сохранились некоторые растения, посаженные Ракицким: сибирский кедр, туя западная, румелийская сосна, орех манчьжурский, клен татарский, сирень амурская, лиана лимонника, актинидия дальневосточная, виноград амурский, разные виды роз и шиповника, скумпия и целая аллея чубушников-жасминов (6 из 16 бывших здесь ранее видов и сортов).
В доме можно увидеть портреты его хозяев, изразцовые печи, окна с витражами и многое другое.